# Битва на Стугні
Би́тва на Сту́гні — битва, що відбулась 26 травня 1093 року, в день Вознесіння Христового, на правому березі Стугни (права притока Дніпра) між Руссю та половцями. Згадується в «Повісті временних літ». Руські війська складалися з київської, чернігівської та переяславської дружин, якими командували брати — великий князь київський Святополк Ізяславич, чернігівський князь Володимир Мономах і переяславський князь Ростислав Всеволодович. Командири з половецького боку в літописі не вказані. Бій відбувався біля Змієвих валів. Під час битви половці розбили киян на правому фланзі, а потім змусили тікати чернігівців і переяславців. В ході відступу у водах Стугни потонув молодий князь Ростислав. Після перемоги половці повернулися до облоги Торчеська й відправили загони плюндрувати землі Київщини. Інша назва — би́тва під Трепо́лем.

## Передумови
13 квітня 1093 року помер останній із синів Ярослава Мудрого — великий князь київський Всеволод Ярославич. Після цього син померлого — Володимир Всеволодович (Мономах) — став князем чернігівським, а небіж — Святополк Ізяславич — великим князем київським. Чвари в домі Рюриковичів не припинялися, і цим користувалися половці, вимагаючи плату за мир. Згідно з Іпатіївським літописом Святополк не порадився зі старшою дружиною свого батька, відмовився платити викуп половецьким послам, а їх самих посадив до в'язниці. У відповідь половці напали на васалів Русі — кочове плем'я торків, взявши в облогу їхнє місто Торчеськ. Святополк спробував замиритися і повернув половецьких послів, але нападники відмовили у мирі й заходилися пустошити Київщину. Не маючи належного війська Святополк закликав на допомогу Володимира Мономаха та його молодшого брата, переяславського князя Ростислава.
| Іпатський літопис |  | Переклад |
| --- |  | --- |
| в се же времѧ поидоша Половцѣ на Рускую землю. слышавше ӕко оумерлъ есть Всеволодъ послаша послы къ Ст҃ополку ѡ мирѣ. Ст҃ополкъ же не здума с бол̑шею дружиною ѿнею и строӕ своего но свѣтъ створи с пришедшими с нимь. їзоїмавъ послы всажа вь погребъ. слышавше же се Половцѣ почаша воевати. и приидоша Половцѣ мнози. ї ѡступиша Торъчьскии градъ. Ст҃ополкъ же слышавъ Половцѣ посла просѧ мира. и не восхотѣша Половцѣ мира. ї пустиша по землѣ воююще. Ст҃ополкъ же нача сбирати воѣ. хотѧ на нѣ. ї рѣша ему мужи смъıсленѣи. не кушаисѧ противу имъ. ӕко мало имаши вои. ѡн же реч̑ имъ имѣю ѡтрокъ своихъ. и҃. сотъ. иже могуть (имъ) противу имъ стати. начаша же друзии несмысленѣи. молвити поїди кнѧже. смысленыи же гл҃ху. аще бы пристроилъ их̑. и҃. тъıсѧшь не лихо ти есть. наша землѧ ѡскудила есть ѿ ратии. и продажь. но пошлисѧ къ брату своему. Володимеру да бы ти помоглъ. Ст҃ополкъ же послуша (и) их̑. ї посла к Володимеру. да бы помоглъ ему. Володимеръ же собра вои свои. и посла по Ростислава брата своег̑ до Переӕславлѧ. велѧ ему помогати Ст҃ополку. Володимеру же пришедшю Киеву. и совокуписѧ оу ст҃го Михаила. и взѧста межи собою распрѣ и которы. и уладившасѧ цѣловаста крс̑тъ межи собою. а Половцемъ воюющимъ по землѣ и рѣша ему мужѣ смысленѣи. по что вы распрю имата межи собою. а погании губѧть землю Рускую послѣдѣ сѧ смирита. а нн҃ѣ поидита противу имъ любо с миромь любо ратью. Володимеръ же хотѧше мира. Ст҃ополкъ же хотѧ ратью. |  | У сей же час пішли половці на Руську землю. Почувши, що вже помер Всеволод, послали вони послів до Святополка [вимагати викуп] за мир. Святополк же не порадився зі старшою дружиною отця і стрия свого, а вчинив раду з тими, які прийшли з ним, [і], схопивши послів, всадив [їх] у погреб. Почувши ж це, половці почали воювати. І прийшло половців багато, і обступили вони город Торчський. І Святополк, почувши [це], відіслав [послів]-половців, просячи миру. Та не схотіли половці миру і пустилися по землі, розоряючи [її]. Святополк тоді став збирати воїв, маючи намір [іти] на них. І сказали йому мужі розважливі: «Не пробуй [іти] проти них, бо мало ти маєш воїв». Він же сказав їм: «Я маю отроків своїх вісімсот, що можуть супроти них стати». І почали другі, нерозважливі, мовити: «Піди, княже!» Розважливі ж говорили: «Коли б спорядив ти їх вісім тисяч, було б се не зле, [але] наша земля збідніла вже од воєн і продаж. Пошли-но до брата свого Володимира, хай би він тобі поміг». Святополк, отож, послухав їх і послав [послів] до Володимира, щоб він поміг йому. Володимир тоді зібрав воїв своїх і послав [гінця] по Ростислава, брата свого, до Переяславля, велячи йому помагати Святополку. Та коли Володимир прийшов до Києва і зустрівся [з Святополком] у [монастирі] святого Михайла, то затіяли вони межи собою чвари та свари, але, владившись, цілували хреста один одному. А половці пустошили по землі. І сказали їм обом мужі розважливі: «Чого ви чвари маєте межи собою? Погані ж гублять землю Руськую. Потім помиритесь оба, а нині підіте супроти них — або з миром, або війною». І Володимир хотів миру, а Святополк хотів [піти] війною. |

На думку історика Андрія Плахоніна русько-половецький конфлікт 1093 року спричинили амбіції київського князя. Святополк, який 24 квітня посів київський стіл, вирішив розпочати своє правління з гучної перемоги над половцями. Він порушив із ними мир й, попри пораду Володимира Мономаха дочекатися підходу дружин із віддалених областей Русі, примусив Всеволодичів — Володимира і Ростислава — вирушити разом із ним.

## Озброєння та сили сторін
Ядро війська Святополка складали 800 «отроків» — молодша дружина князя. Не меншою була чернігівська дружина Мономаха, плюс невідома кількість переяславських дружинників і піших воїнів Ростислава Всеволодовича. Можлива загальна кількість руського війська — кілька тисяч вояків. Половці, можливо, дещо переважали супротивника за чисельністю.
Руська важкоозброєна кінна дружина являла собою доволі грізну силу на полі бою, тоді як у половців цього періоду важкої кінноти було обмаль. Піхота русичів була озброєна списами, рогатинами, сокирами, іноді луками. Основою половецького війська була легка кіннота, озброєна луками, шаблями та арканами, причому в бій ішли практично всі боєздатні чоловіки племені.
Були серед половців і жінки-воїни. Головною надією кочовиків у бою з військом Русі було розладнати бойові порядки русичів — удаваними відступами, масованим обстрілом із луків, змусивши нестійкі частини до відступу, а потім прорвати розладнане бойове шикування піхоти сильним фланговим ударом. Це їм нерідко вдавалося, проте часто давалася взнаки перевага русичів у кількості добре споряджених воїнів професіоналів, спеціалістів із рукопашного бою.

## Хід
Попри поради Мономаха укласти мир із половцями, Святополк рвався у бій, навіть ризикуючи залишити у себе за спиною річку Стугна, що розлилася через дощі.
26 травня 1093 року князі зібрали війська в Треполі і перейшли Стугну. Вони зайняли оборону біля одного з елементів Змієвих валів, виставивши перед собою заслон із лучників. Мономах із чернігівцями зайняв лівий фланг, Святополк із киянами та турово-пінцями — правий, а в центрі стояли переяславці Ростислава Всеволодовича.
Після стрілянини, яку, схоже, виграли кочовики, половці атакували правий фланг і прорвали бойові шикування загонів Святополка, який довго тримався разом із своїми дружинниками, проте таки змушений був відступити. Потім половецька кіннота розбила чернігівців Мономаха на лівому фланзі і Ростислава у центрі, так що брати́ з рештками війська почали тікати до Стугни, у водах якої потонув Ростислав (згодом його тіло знайшли і поховали в соборі Святої Софії у Києві). Мономах відступив з нечисленним загоном до Чернігова, а Святополк з кількома дружинниками — до Києва.
| Іпатський літопис |  | Переклад |
| --- |  | --- |
| и поиде Ст҃ополкъ и Володимеръ и Ростиславь къ Трьполю. и приидоша ко Стугнѣ. Ст҃ополкъ же и Володимеръ. и Ростиславъ. съзваша дружину свою на свѣтъ. хотѧче поступити чересъ рѣку. и начаша думати. и гл҃ше Володимеръ. ӕко сдѣ стоӕще. чересъ рѣку оу грозѣ сеи. створимъ миръ с ними. и присташа свѣту сему смысленѣи мужи. Ӕнь и прочи. Киӕнѣ же не восхотѣша свѣта сего. но рекоша хощемъ сѧ бити. поступимъ на ѡну сторону рѣкѣ. излюбиша свѣто сь. и придоша Сту рѣку. бѣ бо тогда наводниласѧ велми. Ст҃ополкъ же и Володимерь и Ростиславъ. исполчившесѧ поидоша. идѧше на деснои сторонѣ Ст҃ополкъ. а на шюеѣ Володимеръ. а посередѣ Ростиславъ. ї минувше. Треполь. проидоша валъ. и се Половцѣ идѧху противу. и стрѣлци противу пред (митми) ними. нашимъ же ставшимъ межи валома. ї поставиша стѧги своӕ. и изидоша стрилци из валу. и Половци пришедше к валови. поставиша стѧги своӕ. налѧгоша первое на Ст҃ополка. и възломиша полкъ его. Ст҃ополкъ же стоӕше крѣпко. и побѣгоша людье. не терпѧще ратныхъ противленьӕ. ї послѣже побѣже Ст҃ополкъ. и налегоша на Володимера. ї быс̑ брань люта. ї побѣже и Володимеръ с Ростиславомъ и вои его. и прибѣгоша к рѣцѣ Стугнѣ. и въбродъ Володимеръ с Ростиславомь. и нача оутапати Ростиславъ. перъд̑ ѡчима Володимеровъıм̑ и хотѣ под̑хватити брата своего. и мало не втону самъ. и тако оутопе Ростиславъ. сн҃ь Всеволожь. Володимерь же пребредъ рѣку с маломь дружины. мнози же падоша ѿ полка его. и боӕрѣ ег̑ туто падоша. ї пришедъ на ѡну сторону Днѣпра. плакасѧ по брат̑ своемъ. и по дружини своеи. иде Чернѣгову печаленъ велми. Ст҃ополкъ же оубѣже во Треполь. и затворисѧ ту. ї бѣ до вечора. и в ту нощь приде Къıеву. Половци же видивше се (дѣвше) пустиша по землѣ воююче. а друзии оузъвратишас̑ к Торочьскому. си же сѧ злоба соключи въ дн҃ь ст҃го възнесеньӕ. Га҃ нашаго Іс̑са Хс̑а. мц҃а. маиӕ. к҃s. |  | І пішов Святополк, і Володимир, і Ростислав до [города] Треполя, і прийшли вони до [ріки] Стугни. При цім Святополк, і Володимир, і Ростислав скликали дружину свою на раду, маючи намір перейти через ріку. І стали вони радитися, і говорив Володимир: «Стоячи тут, через ріку коло загрози сеї, ми вчинимо мир із ними». І пристали до цієї поради розважливі мужі, Янь [Вишатич] та інші. Кияни ж не захотіли поради цієї, а сказали: «Ми волимо битися. Перейдімо на ту сторону ріки». [І] уподобали [всі] пораду цю, і перейшли Стугну-ріку, а вона тоді вельми наводнилася була. Святополк, отож, і Володимир, і Ростислав, приготувавшись до бою, рушили. На правій стороні ішов Святополк, а на лівій — Володимир, а посередині — Ростислав, і, минувши Треполь, пройшли вони вал. А тут половці ішли насупроти, і стрільці [їх ішли] насупроти перед ними. Наші тоді стали межи двома валами, і поставили стяги свої, і вийшли стрільці із-за валу. А половці, прийшовши до валу, поставили стяги свої, налягли спершу на Святополка і проламали полк його. Святополк же стояв кріпко, та побігли люди, не видержуючи натиску ворогів, а опісля побіг [і] Святополк. І налягли вони на Володимира, і була битва люта, і побіг і Володимир з Ростиславом, і вої його. І прибігли вони до ріки Стугни, і коли вбрів Володимир з Ростиславом, то став утопати Ростислав перед очима Володимировими, і хотів він підхватити брата свого, і мало не втонув сам. І так утопився Ростислав, син Всеволодів. Володимир же, перебрівши ріку з невеликою дружиною,— бо многі упали із полку його і бояри його тута ж полягли,— і прийшовши на ту сторону Дніпра, плакав за братом своїм і за дружиною своєю. [І] пішов він до Чернігова печален вельми. Святополк же вбіг у Треполь, і заперся тут, і був до вечора, і в ту ніч прийшов до Києва. Половці ж, побачивши, що вони одоліли, пустилися по землі, розоряючи, а другі вернулися до Торчського. Се ж лихо приключилося в день святого Вознесіння господа нашого Ісуса Христа, місяця травня [у] двадцять і шостий [день]. |

## Наслідки
Втрати руського війська були дуже великі: полягла дружина Святополка, більшість чернігівських бояр, дружини і воїв, чимало переяславців також були вбиті чи потрапили в полон.
Втрати половців невідомі, але, зважаючи на досить впертий рукопашний бій, вони мали бути помітними. Після битви половці змусили капітулювати Торчеськ, узявши у полон багато мешканців Київщини. Знову розбивши Святополка в тому самому нещасливому для Русі році (під Желанню), 1094 р. хан змусив великого князя київського укласти вигідний для половців мир і видав за Святополка свою доньку. Але вже за кілька років протистояння половців і Русі відновилося.

## Історична пам'ять
Програна битва на Стугні (єдина поразка такого масштабу, що її зазнав у битвах зі Степом Мономах) запам'яталася мешканцям Русі — 90 років по ній автор «Слова о полку Ігоревім» згадував її у своєму творі.